# Wild law
L'espressione  Wild Law  è stata coniata per la prima volta dall'ambientalista Cormac Cullinan, in riferimento alle leggi umane che compongono la cosiddetta "Giurisprudenza del pianeta Terra", emanate allo scopo di regolare il comportamento umano perché preservi nel lungo termine l'integrità e il funzionamento dell'intera comunità degli abitanti il pianeta Terra, al di sopra degli interessi di una singola specie in particolare (inclusa la specie umana).

## Fondamenti
Le 'Wild Law nascono con l'obiettivo di regolare la partecipazione umana all'interno della più vasta comunità di ciò che popola il pianeta. Queste leggi cercano di bilanciare i diritti e le responsabilità degli esseri umani nei confronti della comunità degli esseri viventi che si trovano nell'ambiente naturale del pianeta Terra (ad es. piante, animali, fiumi ed ecosistemi) al fine di salvaguardare i diritti di tutti.
Le "wild law" si distinguono dalle leggi (come quelle sulla proprietà) che muovono dall'assunto secondo il quale il pianeta Terra sia un conglomerato di oggetti che gli esseri umani hanno il diritto di sfruttare a piacimento per i propri scopi. L'introduzione di queste legislazioni ambientali è in larga misura motivato proprio dal fatto che è auspicabile, per non dire essenziale per la sopravvivenza delle diverse specie, e dello stesso genere umano, che noi mutiamo il nostro modo di rapportarci con la natura, passando da una logica di mero sfruttamento a una di maggiore partecipazione "democratica" alla vita della comunità terrestre. Questo passaggio storico richiede in prima istanza che noi riconosciamo che sono portatori di diritti anche gli altri membri della comunità del nostro pianeta; e in secondo luogo, che poniamo dei limiti al comportamento umano, in modo tale da impedire che questi diritti altrui siano infranti.

## Applicazioni e consenso
Il wild law non può facilmente essere inquadrato nell'ambito delle tradizionali categorie giuridiche (es. sostanziale, procedurale, diritto pubblico o privato), in quanto può essere meglio compreso se lo si intende come un approccio al buon governo, piuttosto che come una branca del diritto o un codice di leggi.
Alcuni Paesi hanno introdotto i cosiddetti "Diritti della Natura" nelle loro Costituzioni.  Svizzera, Germania e India riconoscevano già parzialmente i diritti degli animali.
L'Ecuador è stato nel 2008 il primo Paese ad affermare nella propria Carta Fondamentale che la natura e gli animali sono una priorità politica e portatori di soggettività giuridica e di diritti inalienabili, esattamente come l'essere umano (Capitolo VII: Diritti della natura, artt.71-74). Infatti, per l'art.11, c.6, cost. tutti i diritti e principi sono inalienabili, irrinunciabili, interdipendenti e di eguale gerarchia, ponendo diritti umani e della natura su un piano di parità. Nel Titolo II, il Capitolo II è intitolato Diritti del buen vivir (artt.12-34 cost.), suddiviso in sezioni relative a: Acqua e alimentazione; Ambiente sano; Comunicazione e informazione; Cultura e scienza; Educazione; Habitat e abitazione; Salute; Lavoro e sicurezza sociale.

La Bolivia ha dedicato all'ambiente gli artt. 33 e 34 del Titolo V- Diritti sociali ed economici, ma sempre inteso in relazione alla sfera umana, non come soggetto autonomo di diritti: diritto ad un ambiente salubre, protetto, e equilibrato in cui vivere e riprodursi anche per le prossime generazioni, diritto ad agire in giudizio individualmente o collettivamente per tutelare l'ambiente.